# Hawaii vízicsibe
A Hawaii vízicsibe (Porzana sandwichensis) a madarak osztályának darualakúak (Gruiformes) rendjébe, a guvatfélék (Rallidae) családjába tartozó kihalt faj

## Felfedezése
A Hawaii-vízicsibe első példányait 1779-ben, James Cook kapitány harmadik útja során gyűjtötték a Hawaii-szigeteken. William Ellis, az Adventure nevű hajó sebésze készítette az első rajzokat róla. E képek alapján Johann Gmelin a Rallus sandwichensis tudományos nevet adta a madárnak a szigetvilág korábbi nevéről (Sandwich-szigetek).
Az 1870-es években a Hawaiin élő Sanford Dole úgy vélte, hogy egy másik fajt fedezett fel Molokai szigetén. A faj abban különbözött a már ismert Hawaii-vízicsibétől, hogy tollazata némileg sötétebb volt.
Ezt különálló fajnak határozták meg és a Porzana millsi tudományos nevet kapta.
Ma már általánosan elfogadott nézet, hogy a világosabb madarak ugyanannak a fajnak a fiatal példányai. Cook expedícióján véletlenül csak fiatal madarakra tettek szert.

## Megjelenése
A faj két színváltozata bizonyos bélyegekben eltér egymástól: A korábban Porzana millsi néven ismert alak 14 centiméter hosszú, feje barna. Nyaka mély vörösesbarna, fülfoltjai szürkék. Mellénke mély barna színe a hason, az oldalakon és a farkon szürkés árnyalatú csokoládébarnába megy át.
A másik színváltozat valamivel kisebb, hossza 13 centiméter, világosabb színű, hátán határozottan észrevehetően fekete a tollak hegye.

## Életmódja
Röpképtelen faj, a Hawaii szigetek közül csak Hawaii és Molokai szigetének bozótosaiban és nyílt füves rétein fordult elő.

## Kihalása
A fajt utoljára feltehetően 1884-ben látták, de van egy meg nem erősített adata 1893-ból is.
Kihalásának pontos oka nem teljesen ismert. Korábban a Hawaii-szigetekre betelepített jávai mongúzt (Herpestes javanicus) tartották a kihalás fő okának, azt feltételezve, hogy az vadászta le a repülésre képtelen fajt. Mára kiderült, hogy a mongúzok 1893-as betelepítésére a faj már gyakorlatilag kihaltnak volt tekinthető. Így feltehetően a szigeteken meghonosodott patkányok, valamint az elvadult macskák és kutyák lehettek a faj kiirtói.
A faj legközelebbi rokona a déltengeri vízicsibe (Porzana tabuensis).